# Altermundialismo

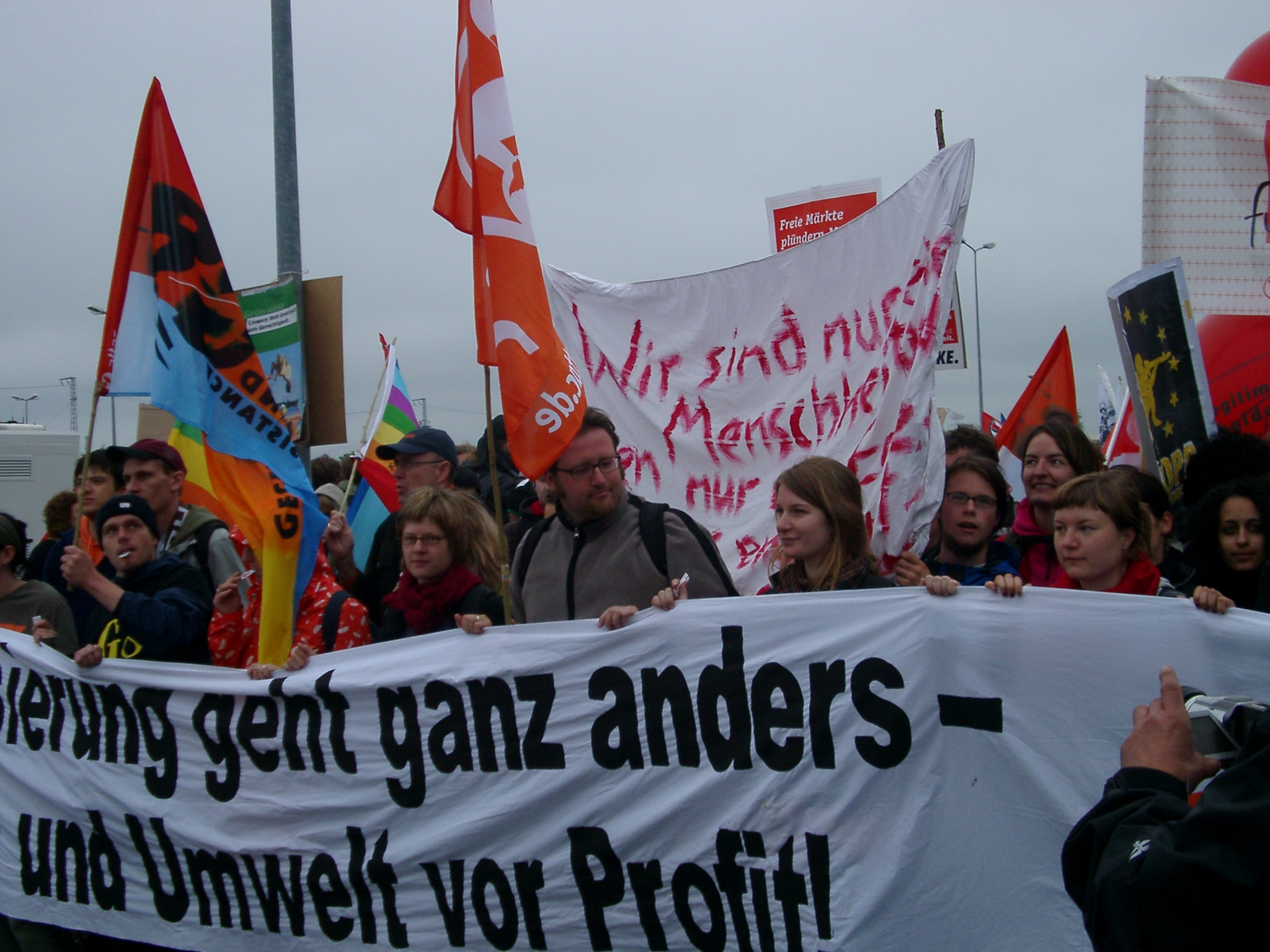
Miembros de Attac, asociación altermundialista.

El altermundialismo o movimiento altermundialista es un movimiento social heterogéneo compuesto por simpatizantes de muy variados perfiles, que proponen que la globalización y el desarrollo humano se basen prioritariamente en los valores sociales y ambientales, en oposición a quienes los centran en el liberalismo económico.
Aunque heterogéneo, el movimiento se agrupa en torno al lema «Otro mundo es posible», y más recientemente, «Otros mundos son posibles». Oscila entre un reformismo (por ejemplo, reivindicando la tasa Tobin) y una «imaginaria de la ruptura».

## Terminología
Otros términos equivalentes son: altermundismo, globalización alternativa, alter-globalización, justicia a nivel global, justicia para todos.

## Altermundialismo y antiglobalización

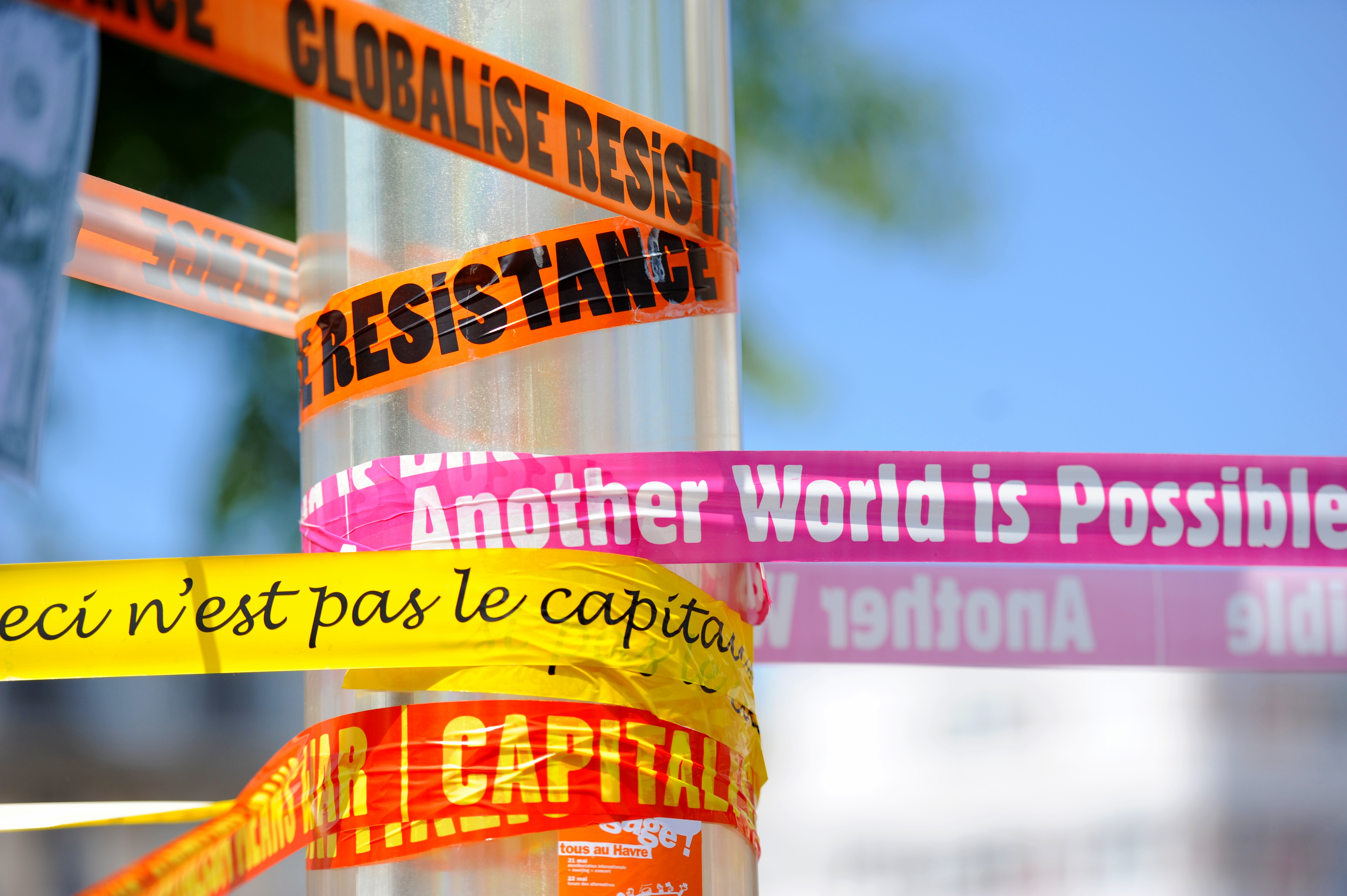
Eslóganes altermundialistas en oportunidad de manifestaciones en El Havre contra la 37ª Cumbre del G8 de Deauville (Francia).

En ocasiones, altermundialismo y antiglobalización se consideran un mismo movimiento, pues en lo esencial se diferenciarían en que la antiglobalización se encuentra basada en la protesta, mientras que el altermundialismo principalmente se centra en proponer una alternativa al sistema económico actual.

"Su emergencia y difusión regional e internacional exorcizaban los intentos del "pensamiento único" de rendir inútil la resistencia, ineficaz la acción colectiva y arcaico todo deseo de cambio.... En un plano más amplio, el levantamiento zapatista se convertiría en referencia del naciente movimiento antimundialización neoliberal que lentamente iba tomando cuerpo tanto en el norte como en el sur. En este camino, la realización del Primer Encuentro por la Humanidad y contra el Neoliberalismo (1996), en muchos sentidos, marcaría el primer paso en la construcción de este movimiento de movimientos, de carácter internacional, que tuviera su "bautismo de fuego" en la batalla de Seattle (1999) y su espacio de encuentro más amplio en la experiencia del Foro Social Mundial." 